# Naomi Campbell
Naomi Elaine Campbell (n. 22 mai 1970) este un supermodel, actriță, cântăreață și autoare britanică. Prima apariție publică a fost la vârsta de șapte ani, apărând în videoclipul Is This Love? al lui Bob Marley.
Împreună cu Christy Turlington și Linda Evangelista a format un trio de supermodele, cunoscute ca „Trinity”, iar apoi prin extindere, împreună cu Cindy Crawford, Claudia Schiffer și Kate Moss, au fost numite colectiv „Big Six”.

## Copilărie
Campbell s-a născut în Streatham, Londra. Mama sa, Valerie Morris, este o fostă balerină de origine jamaicană. După dorința mamei sale, Naomi nu s-a întâlnit niciodată cu tatăl, care a părăsit-o pe mama sa pe când era însărcinată în luna a patra.
În copilarie Naomi era deseori lăsată în grija rudelor sau a dădacei, deoarece mama sa era plecată cu baletul în turneu prin Europa. De la vârsta de trei ani, Campbell s-a înscris la Barbara Speake Stage School și la zece ani a fost admisă la Italia Conti Academy of Theatre Arts, unde a studiat baletul.

## Cariera

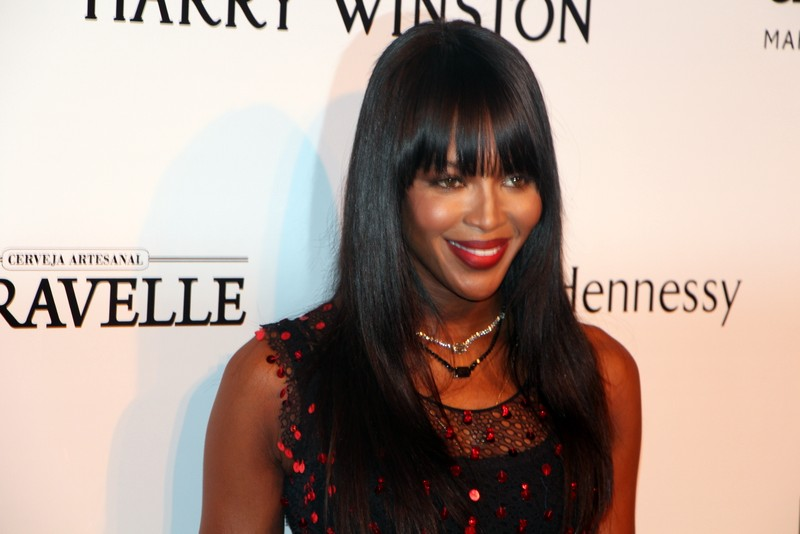
Naomi Campbell

### Modeling
Prima apariție a fost la vârsta de 7 ani în februarie 1977 unde a dat un casting ca elevă pentru videoclipul lansat de Bob Marley Is This love. La vârsta de 12 ani, ea a dansat în videoclipul lui Culture Club "I'll Tumble 4 Ya". 
În august 1988 a apărut pe coperta revistei Vogue, fiind primul model de culoare care a apărut pe copertele acestei reviste.

## Discografie
| Titlu      | Detalii album                                       | Poziție | Vânzări | Ref.   |
| Titlu      | Detalii album                                       | UK      | Vânzări | Ref.   |
| ---------- | --------------------------------------------------- | ------- | ------- | ------ |
| Baby Woman | - Lansat: 1994 (UK only) - Label: Epic - Format: CD | 75      |         | [ 11 ] |

## Filmografie

### Filme
| An   | Titlu                                            | Rol                           | Note               |
| ---- | ------------------------------------------------ | ----------------------------- | ------------------ |
| 1991 | Cool as Ice                                      | Singer at First Club          |                    |
| 1993 | The Night We Never Met                           | French Cheese Shopper         |                    |
| 1995 | Miami Rhapsody                                   | Kaia                          |                    |
| 1995 | To Wong Foo, Thanks for Everything! Julie Newmar | Girl at China Bowl restaurant |                    |
| 1995 | Anyone for Pennis?                               | Ea însăși                     | Film TV            |
| 1996 | Girl 6                                           | Girl #75                      |                    |
| 1996 | Invasion of Privacy                              | Cindy Carmichael              |                    |
| 1997 | An Alan Smithee Film: Burn Hollywood Burn        | Attendant #2                  |                    |
| 1999 | Trippin'                                         | Naomi Shaffer                 |                    |
| 1999 | Prisoner of Love                                 | Tracy                         |                    |
| 2002 | Ali G Indahouse                                  | Ea însăși                     |                    |
| 2002 | Monstrous Bosses and How to Be One               | Ea însăși                     |                    |
| 2004 | Fat Slags                                        | Sales Assistant               |                    |
| 2006 | The Call                                         | Dark Angel - The Evil         | Scurtmetraj online |
| 2009 | Karma, Confessions and Holi                      | Jennifer                      |                    |

### Documentare
| An   | Titlu                        | Rol       | Note       |
| ---- | ---------------------------- | --------- | ---------- |
| 1991 | Models: The Film             | Ea însăși |            |
| 1992 | Top Models: Once Upon a Time | Ea însăși |            |
| 1992 | Sex                          | Ea însăși |            |
| 1993 | U2: Love Is Blindness        | Ea însăși | Short      |
| 1994 | Naomi Campbell               | Ea însăși |            |
| 1994 | Unzipped                     | Ea însăși | Uncredited |
| 1995 | Catwalk                      | Ea însăși |            |
| 1996 | E! True Hollywood Story      | Ea însăși | TV series  |
| 1998 | Beautopia                    | Ea însăși |            |
| 2001 | Miss Universe 2001           | Ea însăși | Host       |
| 2006 | Oprah Winfrey's Legends Ball | Ea însăși |            |

### Televiziune
| An               | Titlu                          | Rol             | Note                                       |
| ---------------- | ------------------------------ | --------------- | ------------------------------------------ |
| 1978             | The Chiffy Kids                | Snow White      | 2 episoade                                 |
| 1979             | Kids                           | April           | 2 episoade                                 |
| 1986             | Good Morning Britain           | Ea însăși       |                                            |
| 1988             | The Cosby Show                 | Julia           | 2 episoade                                 |
| 1990             | The Fresh Prince of Bel-Air    | Helen           |                                            |
| 1993             | Eurotrash                      | Ea însăși       |                                            |
| 1994             | Hi Octane                      | Ea însăși       |                                            |
| 1994             | The Clothes Show               | Ea însăși       |                                            |
| 1994             | Harry Enfield and Chums        | Ea însăși       |                                            |
| 1995             | Absolutely Fabulous            | Ea însăși       |                                            |
| 1995             | New York Undercover            | Simone          | 6 episoade                                 |
| 1997, 2013       | The Tonight Show with Jay Leno | Ea însăși       |                                            |
| 1998             | For Your Love                  | Ea însăși       |                                            |
| 1998             | The Magic Hour                 | Ea însăși       |                                            |
| 2000             | So Graham Norton               | Ea însăși       |                                            |
| 2000, 2001       | The Richard Blackwood Show     | Ea însăși       | 2 episoade                                 |
| 2001             | Intimate Portrait              | Ea însăși       |                                            |
| 2002             | V Graham Norton                | Ea însăși       |                                            |
| 2002, 2003, 2005 | Victoria's Secret Fashion Show | Ea însăși       | Catwalk model                              |
| 2003             | Fastlane (TV series)           | Lena Savage     |                                            |
| 2003             | Revealed with Jules Asner      | Ea însăși       |                                            |
| 2004             | Parkinson                      | Ea însăși       |                                            |
| 2005             | The Cut                        | Ea însăși       |                                            |
| 2005, 2006       | The Tyra Banks Show            | Ea însăși       |                                            |
| 2006             | Celebrity Cooking Showdown     | Ea însăși       |                                            |
| 2007             | Taff                           | Ea însăși       |                                            |
| 2008             | Ugly Betty                     | Ea însăși       |                                            |
| 2010             | The Oprah Winfrey Show         | Ea însăși       |                                            |
| 2010             | The Rachel Zoe Project         | Ea însăși       |                                            |
| 2010             | Breakfast                      | Ea însăși       | Model                                      |
| 2013             | Watch What Happens: Live       | Ea însăși       |                                            |
| 2013             | The Jonathan Ross Show         | Ea însăși       |                                            |
| 2013–prezent     | The Face US                    | Ea însăși       | Supermodel mentor, also executive producer |
| 2013             | The Face UK                    | Ea însăși       | Supermodel mentor, also executive producer |
| 2014–prezent     | The Face Australia             | Ea însăși       | Supermodel mentor, also executive producer |
| 2014             | The View                       | Ea însăși       |                                            |
| 2014             | The Wendy Williams Show        | Ea însăși       |                                            |
| 2014             | The Graham Norton Show         | Ea însăși       |                                            |
| 2015             | Empire                         | Camilla Marks   | Recurring Role                             |
| 2015             | American Horror Story: Hotel   | Claudia Bankson | Main Role                                  |

### Apariții în videoclipuri
| An   | Titlu              | Artist                     | Regizor        |
| ---- | ------------------ | -------------------------- | -------------- |
| 1978 | "Is This Love"     | Bob Marley and the Wailers | Unknown        |
| 1983 | "I'll Tumble 4 Ya" | Culture Club               | Unknown        |
| 1990 | "Freedom! '90"     | George Michael             | David Fincher  |
| 1992 | "In the Closet"    | Michael Jackson            | Herb Ritts     |
| 1992 | "Erotica"          | Madonna                    | Fabien Baron   |
| 1993 | "Numb"             | U2                         | Kevin Godley   |
| 2003 | "Change Clothes"   | Jay-Z (feat. Pharrell)     | Chris Robinson |
| 2011 | "Girl Panic!"      | Duran Duran                | Jonas Åkerlund |

## Galerie

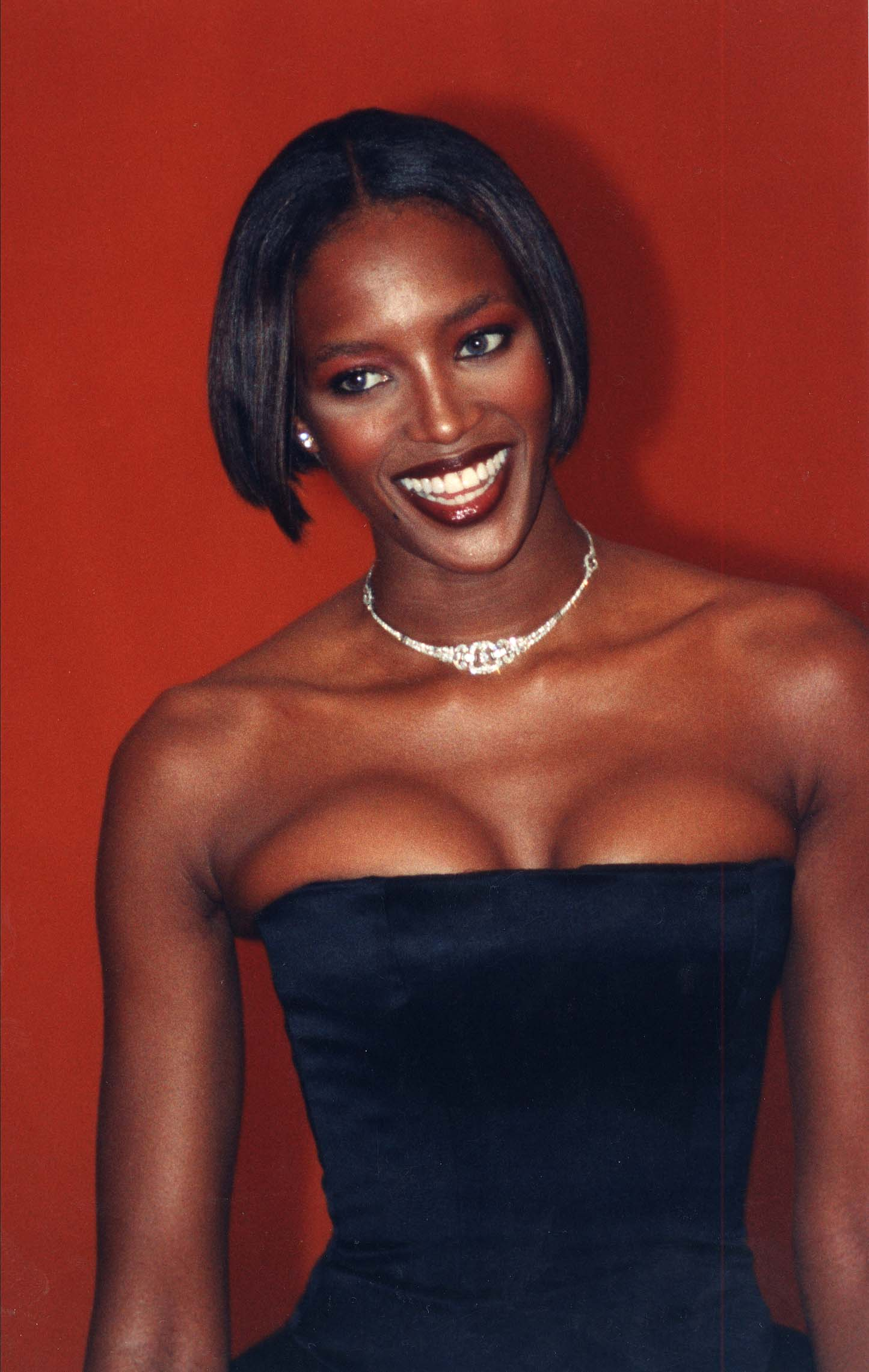
Campbell în 1997
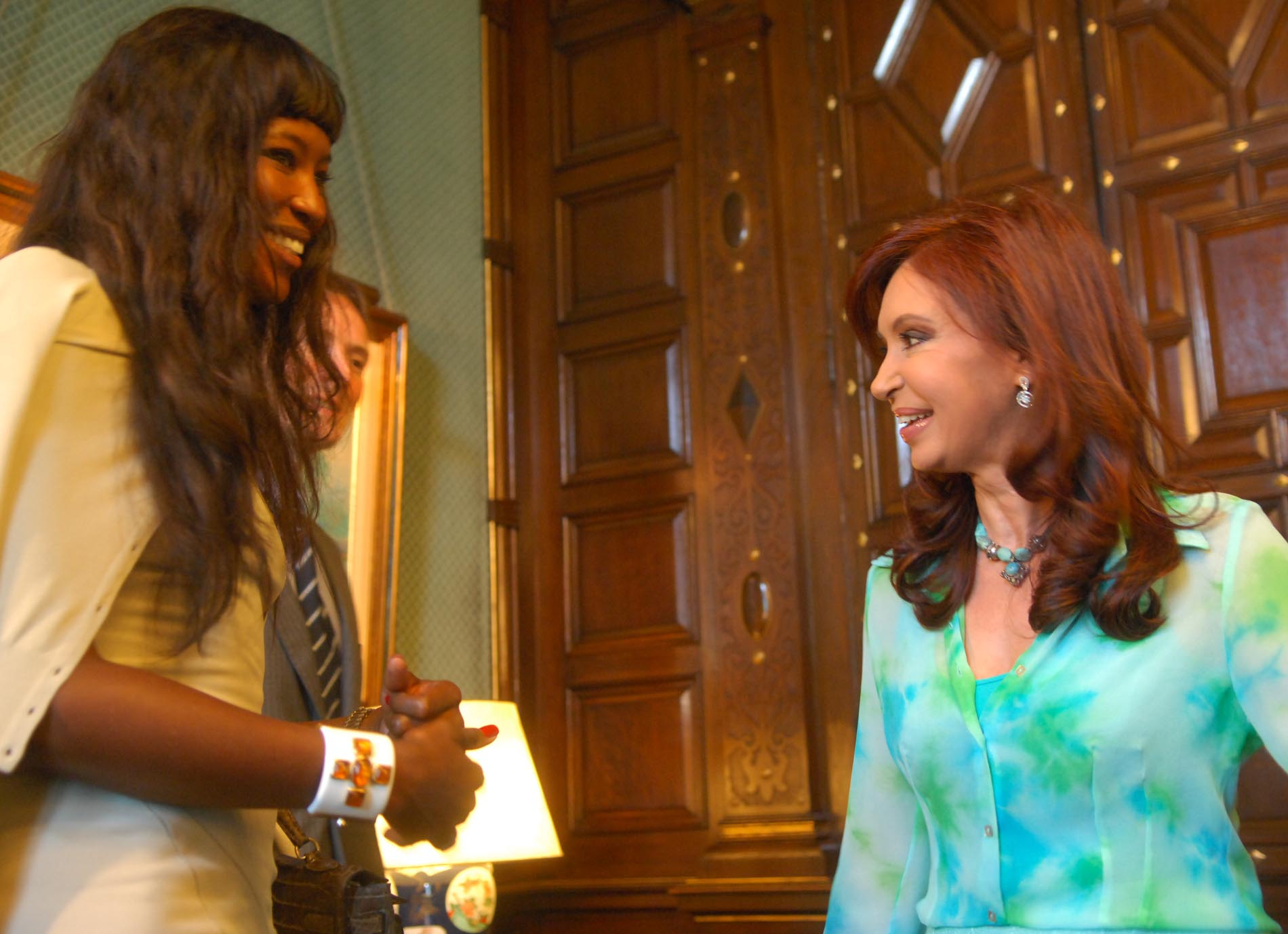
Naomi Campbell și președinta Argentinei Cristina Fernández de Kirchner, 2008
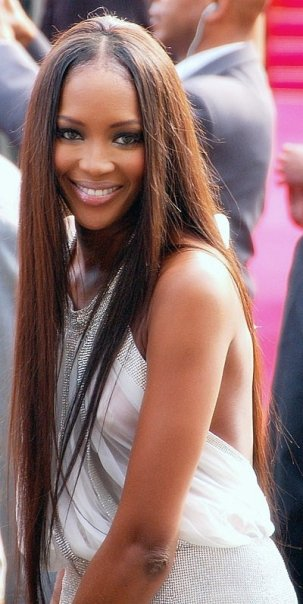
Naomi Campbell la Festivalul Internațional de Film de la Cannes, 2008
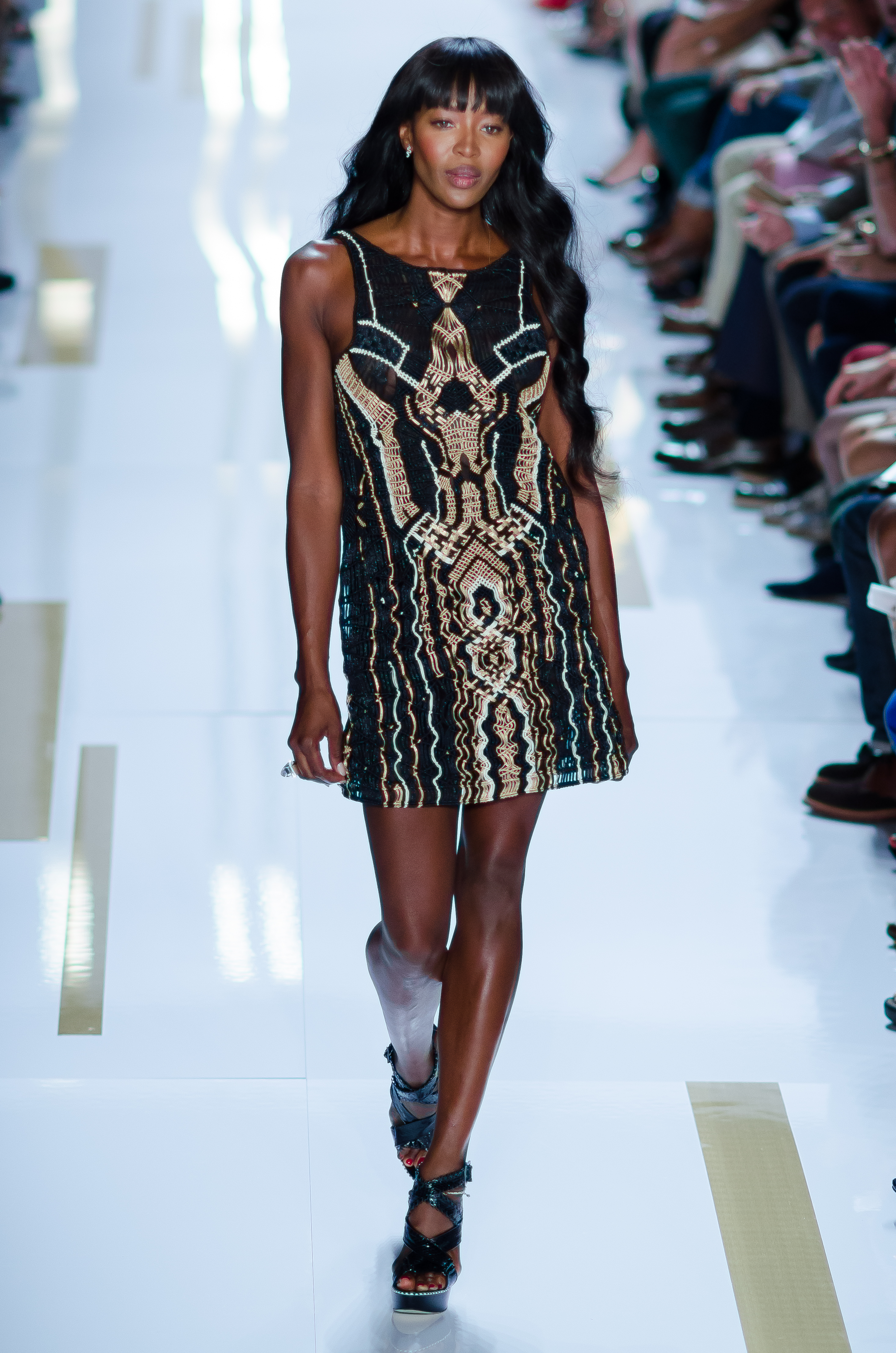
Campbell la o prezentare de modă Diane von Fürstenberg, 2013
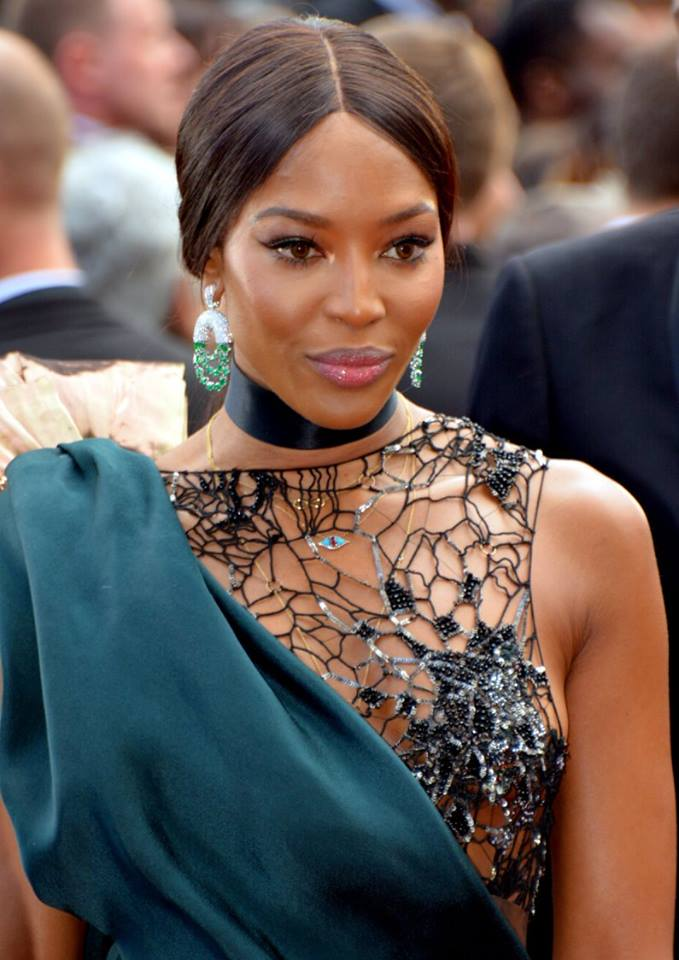
Naomi Campbell în 2018 la Cannes